# Tillandsia 'Emilie'
Tillandsia 'Emilie' es un  cultivar híbrido del género Tillandsia perteneciente a la familia  Bromeliaceae.
Es un híbrido creado en el año 1960 con las especies Tillandsia lindenii × Tillandsia  cyanea.